# غزل صارمی
غزل صارمی زادهٔ ۲۷ بهمن ۱۳۵۶ ‏(۴۷ سال) در تهران، هنرپیشه سینما و تلویزیون ایران است.

## زندگی‌نامه
او دوره بازیگری را در کلاس‌های آزاد گذراند و بازیگری در سینما را از سال ۱۳۷۸ با عروس آتش به کارگردانی خسرو سینایی آغاز کرد. وی پس از فارغ التحصیلی از دانشگاه سوره در رشته کارگردانی، برای ادامه تحصیل به سوئد رفت و ادبیات سوئدی خواند. سپس به ایران بازگشت و در فیلم کوتاه «خانه‌ام را دوست می‌دارم» به کارگردانی بهادر ادب حضور یافت.

## فیلم‌شناسی

### سینمایی
- گهواره‌ای برای مادر (۱۳۹۱، پناه بر خدا رضایی)
- سفر سرخ (۱۳۷۹، حمید فرخ‌نژاد)
- عروس آتش (۱۳۷۸، خسرو سینایی)

### تلویزیونی
- تله فیلم نذر اسماعیل ۱۳۸۰ [۵]
- سریال بهار عشق ۱۳۸۱
- رستوران خانوادگی (۱۳۸۰، مجموعه، یک قسمت، بازیگر میهمان)
- زیر آسمان شهر (۱۳۸۱، سری سوم، مهران غفوریان)
- مهر و ماه (۱۳۸۲، فیاض موسوی)
- راه شب (۱۳۸۳، یک قسمت، داریوش فرهنگ)
- روح مهربان (۱۳۸۴، امیر قویدل)
- زیر تیغ (۱۳۸۵، محمدرضا هنرمند)
- تله‌فیلم به نام گل سرخ (۱۳۸۶، فیاض موسوی)
- تله‌فیلم آپارتمان (۱۳۸۶، علی مؤذنی)[۶]
- تله‌فیلم آخرین خواب بارانی (۱۳۹۱، ابوالفضل عطار)[۷]